# Ad Damazin (distrito)
Ad Damazin é um dos cinco distritos do estado de An-Nil al-azraq, no Sudão. É neste distrito que se situa a capital do estado, Ad-Damazin.